# 서맨사 본드
서맨사 본드(Samantha Bond, 1961년 11월 27일 ~ )는 잉글랜드의 배우이다.

## 출연 작품
- 레이디 M (2017)
- 부메랑 살인사건 (2009)
- 모빌 (2007)
- 스트링 (2004)
- 예스 (2004, Yes)
- 본드 걸, 그 영원한 매력 (2002, Bond Girls Are Forever) - 본인 (다큐멘터리)
- 007 어나더 데이 (2002)
- 007 언리미티드 (1999)
- 왓 래츠 원트 두 (1998)
- 엠마 (1997)
- 루비 링 (1997)
- 007 네버 다이 (1997)
- 007 골든 아이 (1995)
- 블랙 캔들 (1991)
- 바이킹 (1989)
- 예고된 살인 (1985)

### 텔레비전
- 맨스필드 파크 (1983, Mansfield Park)
- 더 빌 (1998-2000)
- 다운튼 애비 (2010-15)
- 홈 파이어스 (2015-16, Home Fires)